# Референдум в Швейцарии по недвижимости (1967)
Референдум в Швейцарии по недвижимости проходил 2 июля 1967 года. Избирателей спрашивали одобряют ли они гражданскую инициативу «против спекуляций в области недвижимости». Инициатива предлагала, в частности, ограничение в ценах на недвижимость и возможность в некоторых случаях экспроприации недвижимости. Предложение было отклонено как большинством избирателей, так и большинством кантонов.

## Избирательная система
Предложение о борьбе против спекуляций недвижимостью была гражданской инициативой и для одобрения требовало двойного большинства.

## Результаты
| Выбор                                | Общее голосование | Общее голосование | Кантоны | Кантоны | Кантоны |
| Выбор                                | Голосов           | %                 | Полных  | Полу-   | Всего   |
| ------------------------------------ | ----------------- | ----------------- | ------- | ------- | ------- |
| За                                   | 192 991           | 32,7              | 1       | 0       | 1       |
| Против                               | 397 303           | 67,3              | 18      | 6       | 21      |
| Пустых бюллетеней                    | 13 062            | –                 | –       | –       | –       |
| Недействительных бюллетеней          | 1 116             | –                 | –       | –       | –       |
| Всего                                | 604 472           | 100               | 19      | 6       | 22      |
| Зарегистрированных избирателей/ Явка | 1 591 621         | 38,0              | –       | –       | –       |
| Источник: Nohlen & Stöver            |                   |                   |         |         |         |